# فريبوي
جي بي إس، (بالإنجليزية: JBS S.A)‏، أكبر شركة برازيلية، لإنتاج اللحوم البقرية المجمدة، والمبردة، وإنتاج الدجاج، والمنتجات الفرعية، واللحوم المصنعة، نشأت في أنابوليس، غوياس.
أخذت الشركة نهج العولمـة بعدما أن دعمتها الحكومة البرازيلية بقروض زراعية لتوسيع إنتاجها، بدأت الشركة التنافس عالميا بعد إكتساح سوق الولايات المتحدة وشراء أكبر شركات المواد الغذائية الأمريكية (سوفت، وبيلغريمز بريدي) اليوم تتمركز فريبوي في أهم 4 دول لإنتاج اللحوم البقرية والدجاج والخنزير، البرازيل، الأرجنتين، الولايات المتحدة الأمريكية وأُستراليا.